# Бологе-Московське
Бологé-Москóвське (рос. Бологóе-Москóвское) — вузлова позакласна залізнична станція Жовтневої залізниці на магістралі Санкт-Петербург — Москва та на перетині ліній на Псков, Великі Луки, Сонково. Розташована у місті Бологе Тверської області.
Станція відома тим, що розташовується практично посередині між Москвою і Санкт-Петербургом (точніше, відстань до Санкт-Петербурга менша на 12 км, ніж до Москви), що і обігрується в пісні «Бологое» з репертуару ВІА «Весёлые ребята».

## Історія
Станція відкрита 1851 року під час будівництва залізниці Санкт-Петербург — Москва. Побудована за типовим проектом архітектора Рудольфа Желязевича та його помічника Костянтина Тона. Такі ж станції були зведені в Малій Вішері і Твері, а також мінімально відрізняються в Любані, Окуловці, Спирово і Клину. Одноповерхова цегляна будівля вокзалу довжиною 115 метрів розташована між залізничних колій, з обох боків до вокзалу примикають платформи. У 1877 році на будівлі вокзалу надбудований другий поверх.

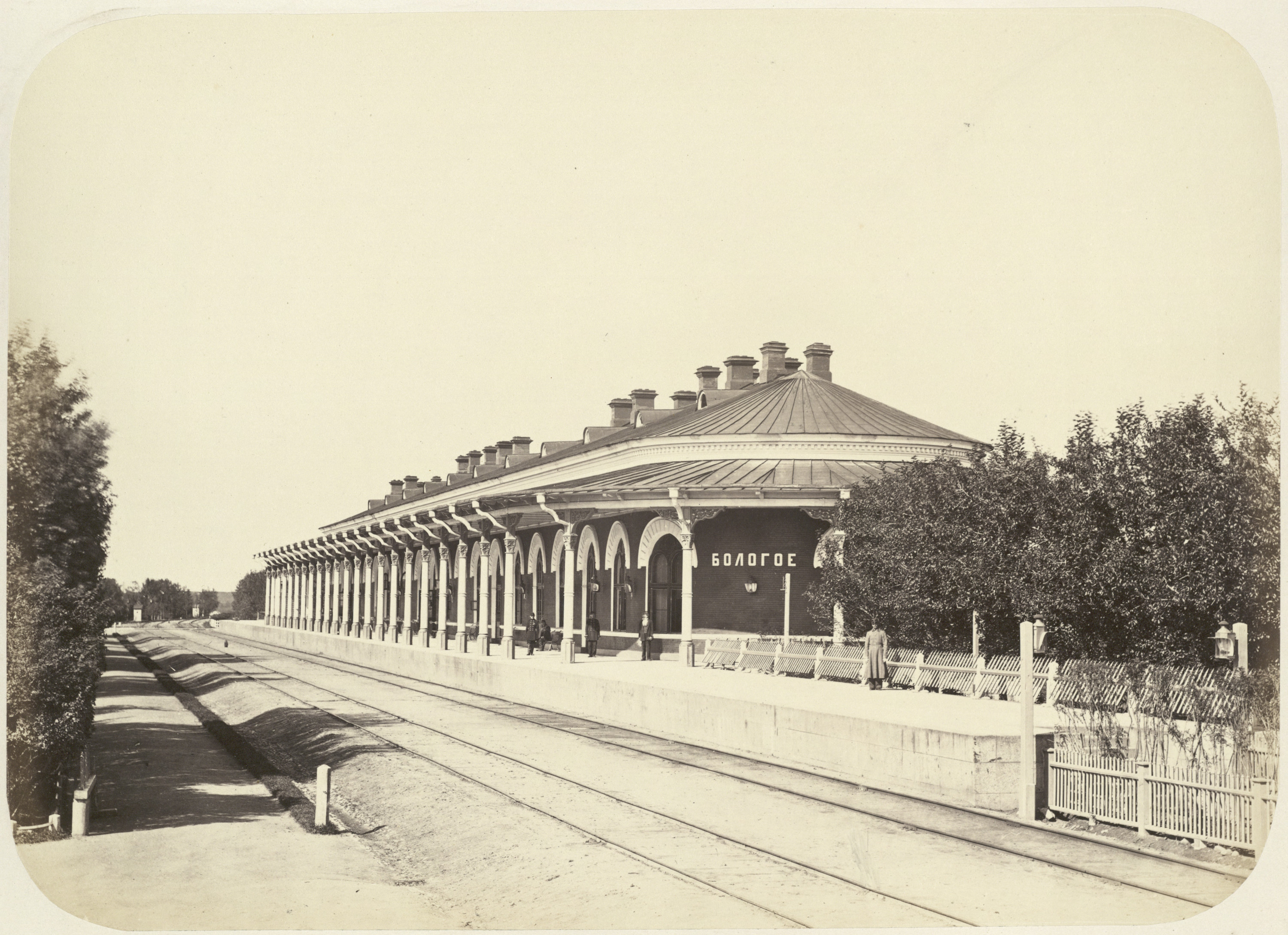
Станція у 1860-ті роки
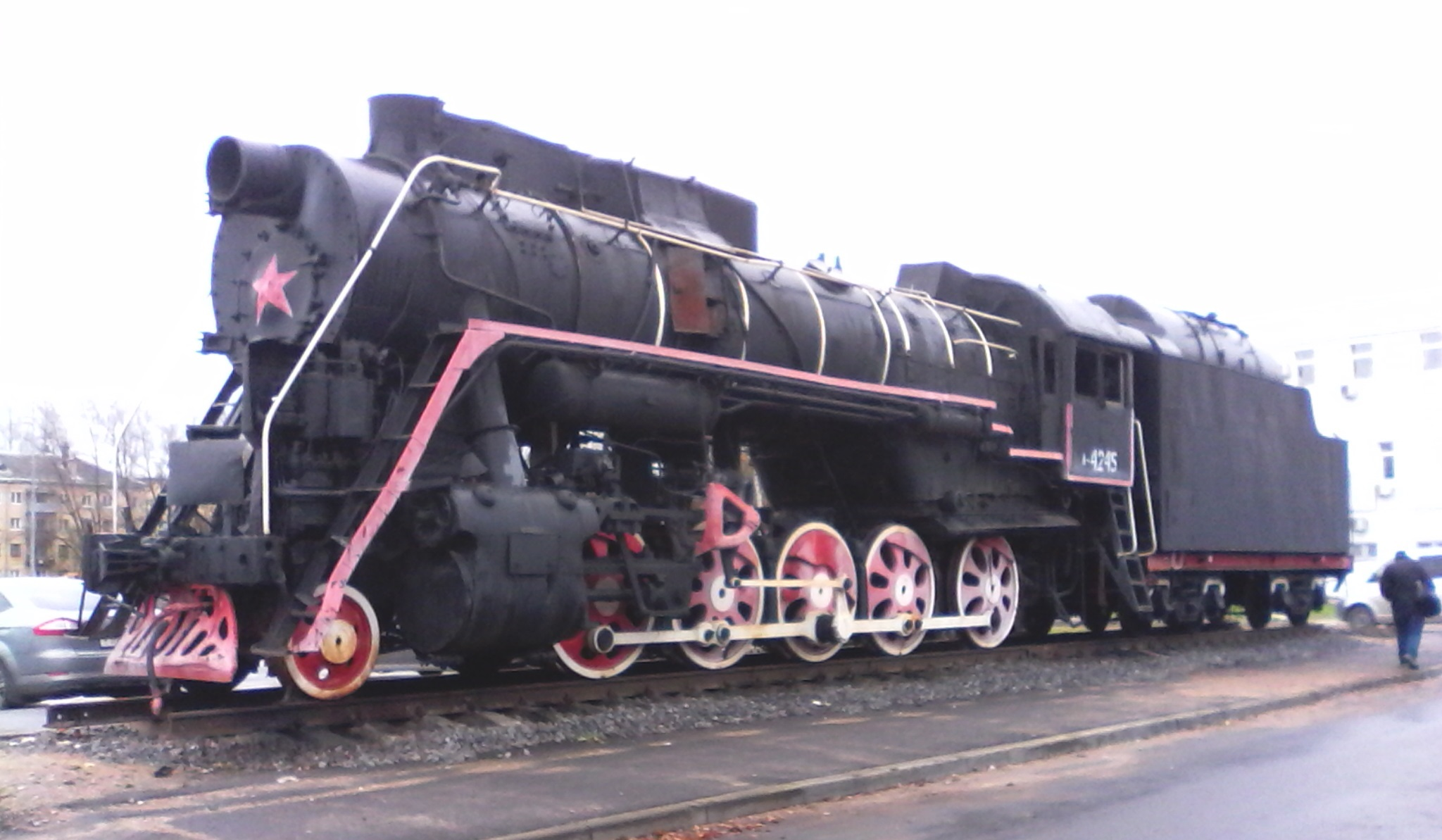
Паровоз-пам'ятник серії Л
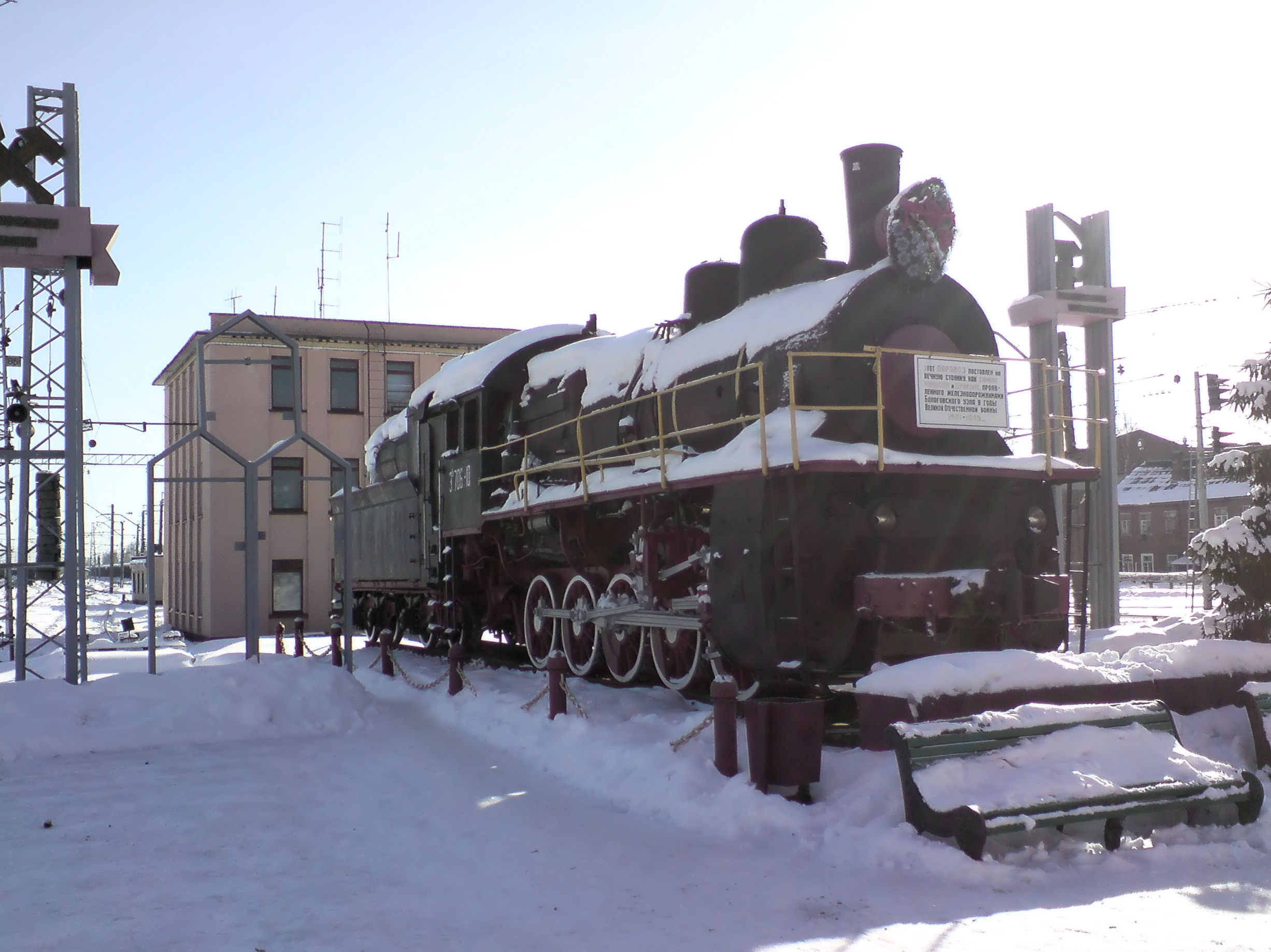
Паровоз-пам'ятник серії Е

Під час Другої світової війни станція Бологе-Мсковське піддавалася жорстоким бомбардуванням. В дорозі, в районі станції Бологе, ешелони 252-ї дивізії стрілецької дивізії зазнали нападу авіації противника.

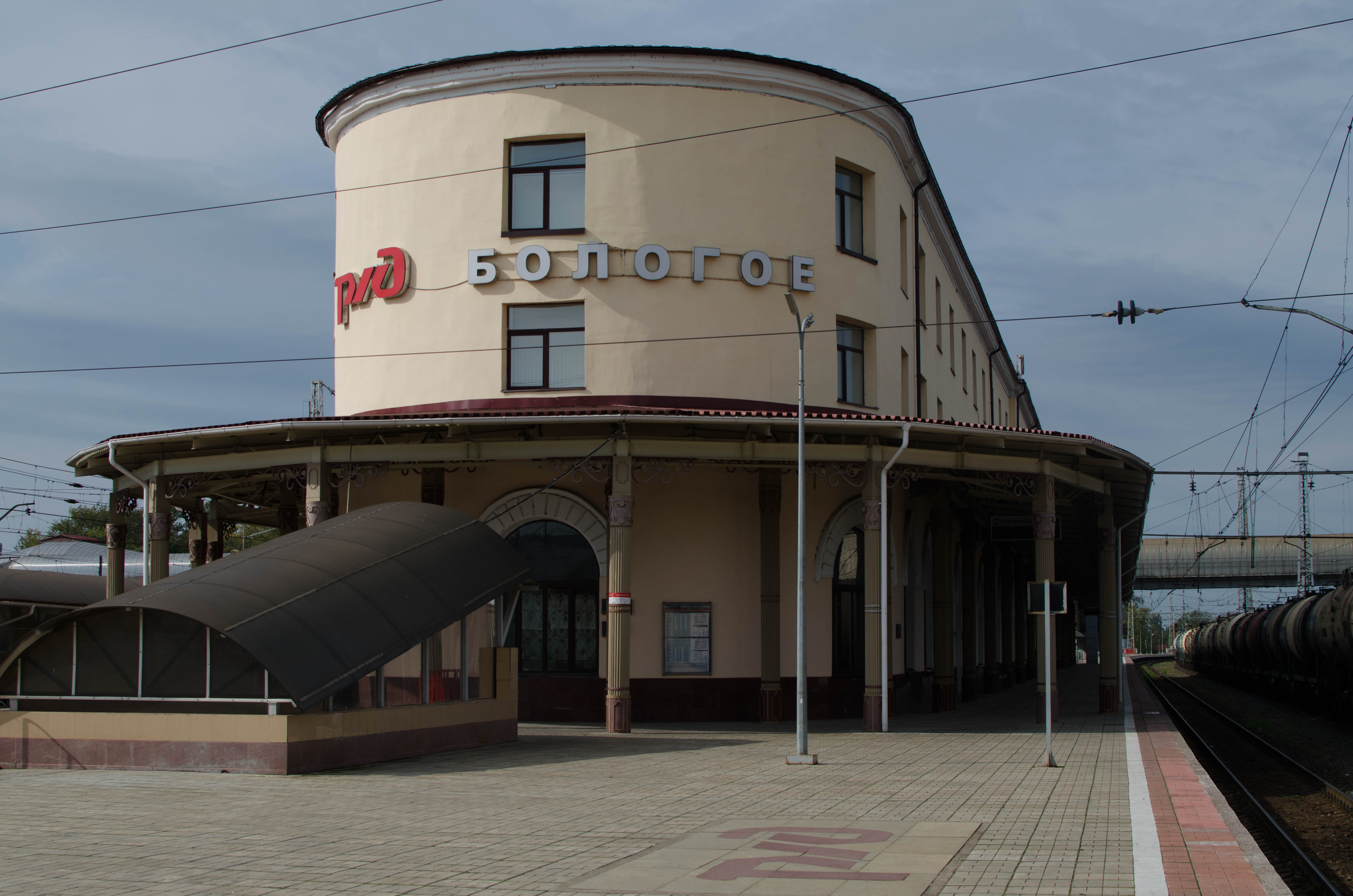
Вокзал вдень
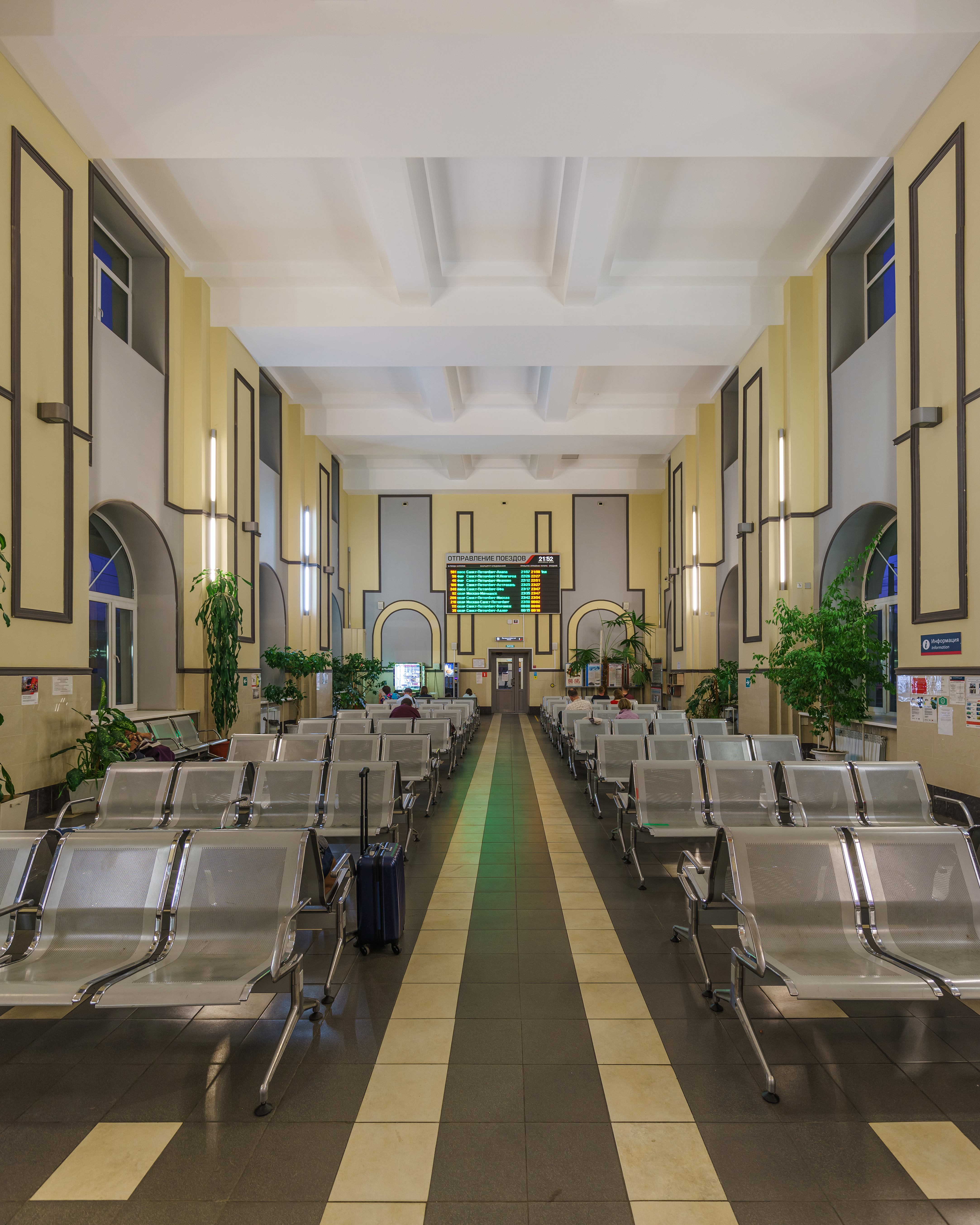
Зала очікування
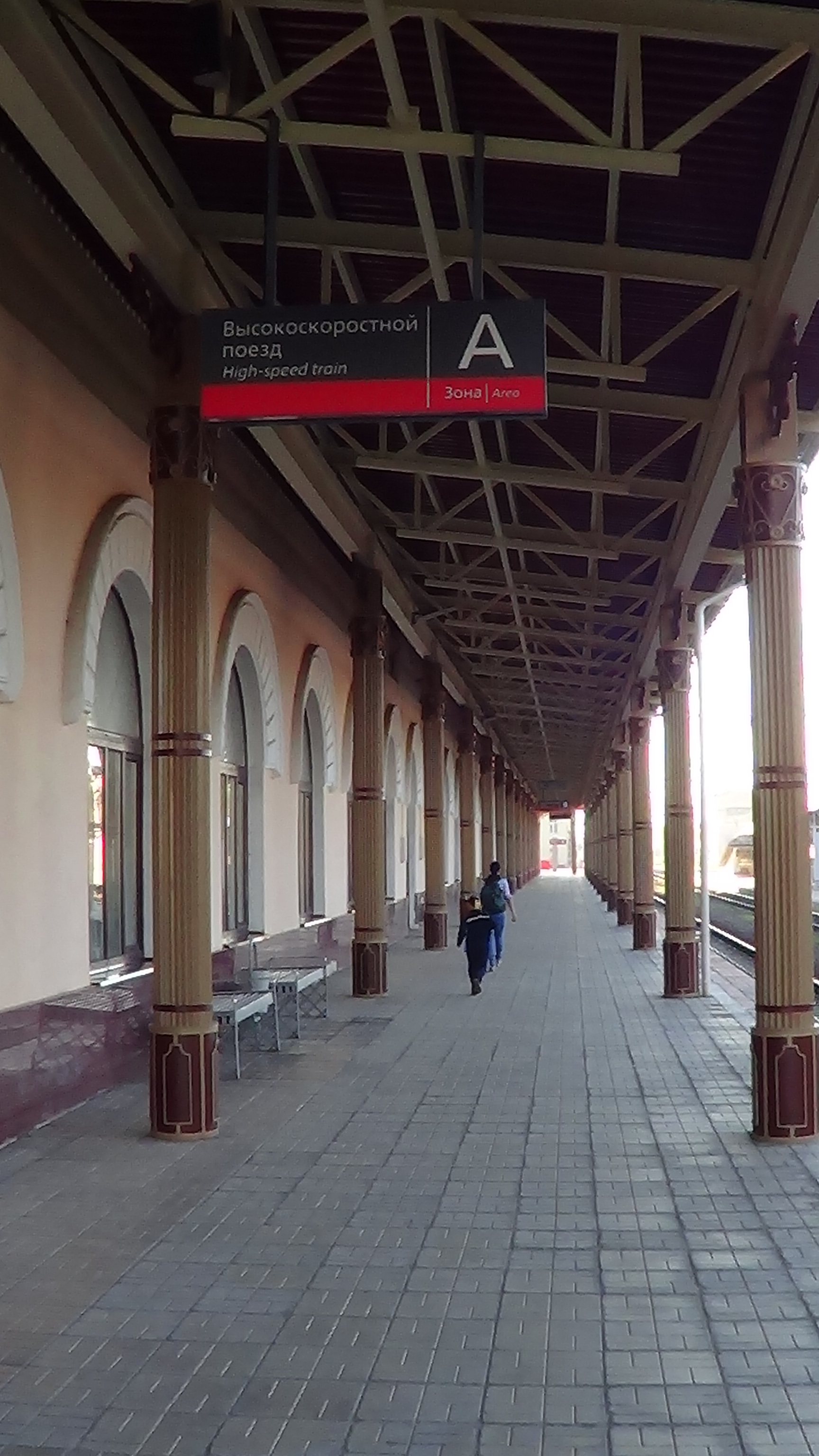
Перон
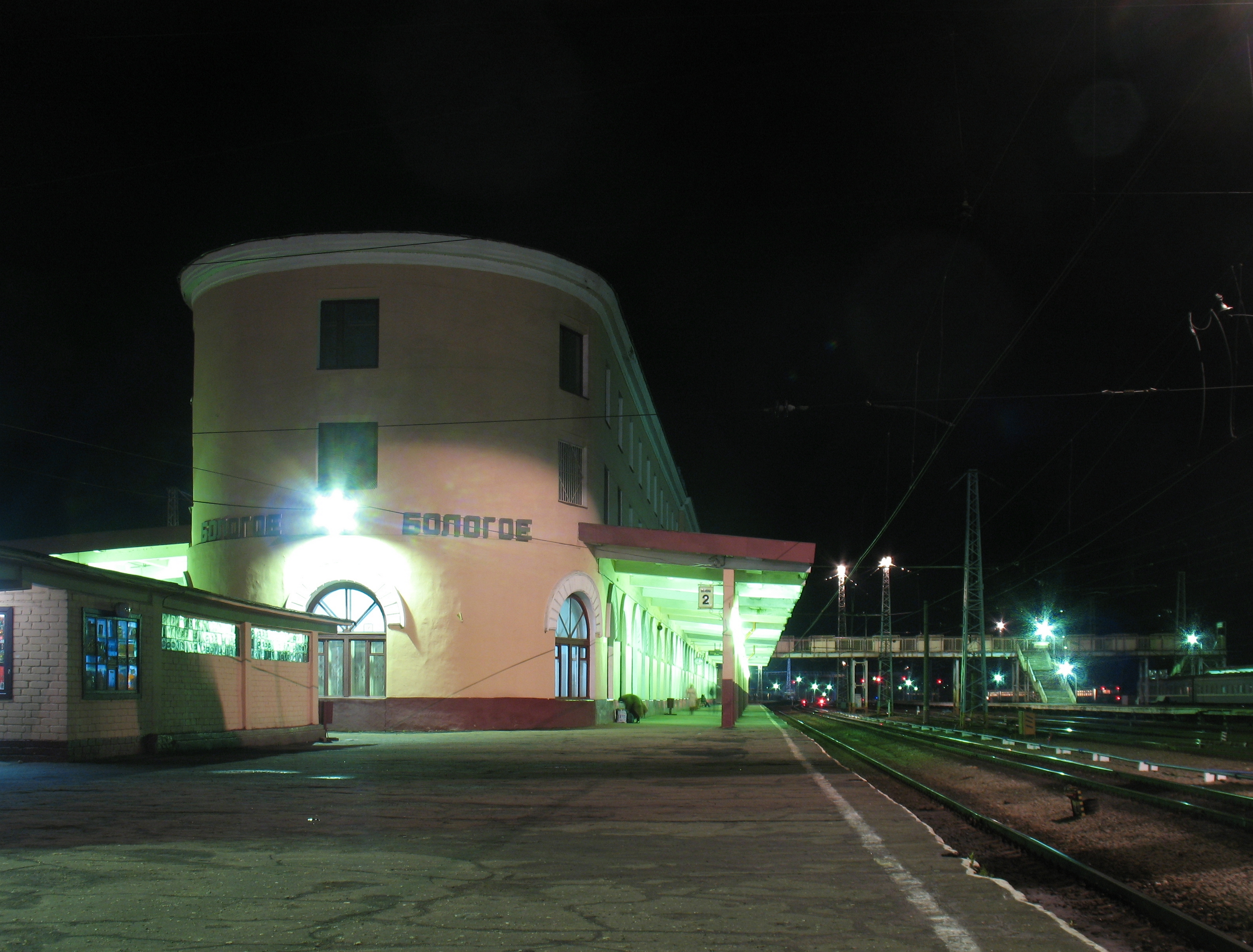
Вокзал вночі

## Інфраструктура
На станції Бологе-Московське розташовані підприємства::
- Локомотивне експлуатаційне депо Бологе ТЧ-4 (с пунктом підміни на станції Сонково ТЧП-93);
- Ремонтне вагонне депо Бологе ВЧД-3
- Експлуатаційне вагонне депо Бологе ВЧДЕ-4
- Бологовська дистанція колії ПЧ-5
- Бологовська дистанція електропостачання ЕЧ-2
- Медведєвська дистанція СЦБ ШЧ-3
- Бологовська дистанція СЦБ ШЧ-4
- Резерв провідників Бологе
- Бологовська регіональна ділянка Жовтневої дирекції пасажирських облаштувань
- Відновлювальний потяг № 3022 станції Бологе-Московське
- ПМС-82 ст. Медведєво
- Бологовський регіональний центр зв'язку РЦС-8
- Регіональний обчислювальний центр РВЦ-2
- Стрілецька команда станції Бологе Московського загону відомчої охорони
- Бологовський загін відомчої охорони.

## Пасажирське сполучення
На станції зупиняються пасажирські потяги далекого прямування, що прямують через неї, зокрема до Москви, Санкт-Петербурга, Таллінна, Адлера, Бєлгорода, Брянська, Великого Новгорода, Воронежа, Іваново, Іжевська, Казані, Кисловодська, Костроми, Мурманська, Нижнього Новгорода, Новоросійська, Осташкова, Оренбурга, Петрозаводська, Пскова, Тольятті, Углича, Уфи, Чебоксар, Челябінська тощо, в літній період до станцій Анапа, Єйськ.
Від станції відправляються електропоїзди на Твер, Малу Вішеру, Окуловку, а також приміські потяги на тепловозній тязі до станції Дно (частина потягів на Валдай, Стару Руссу), Сонково, Великі Луки.

## Галерея

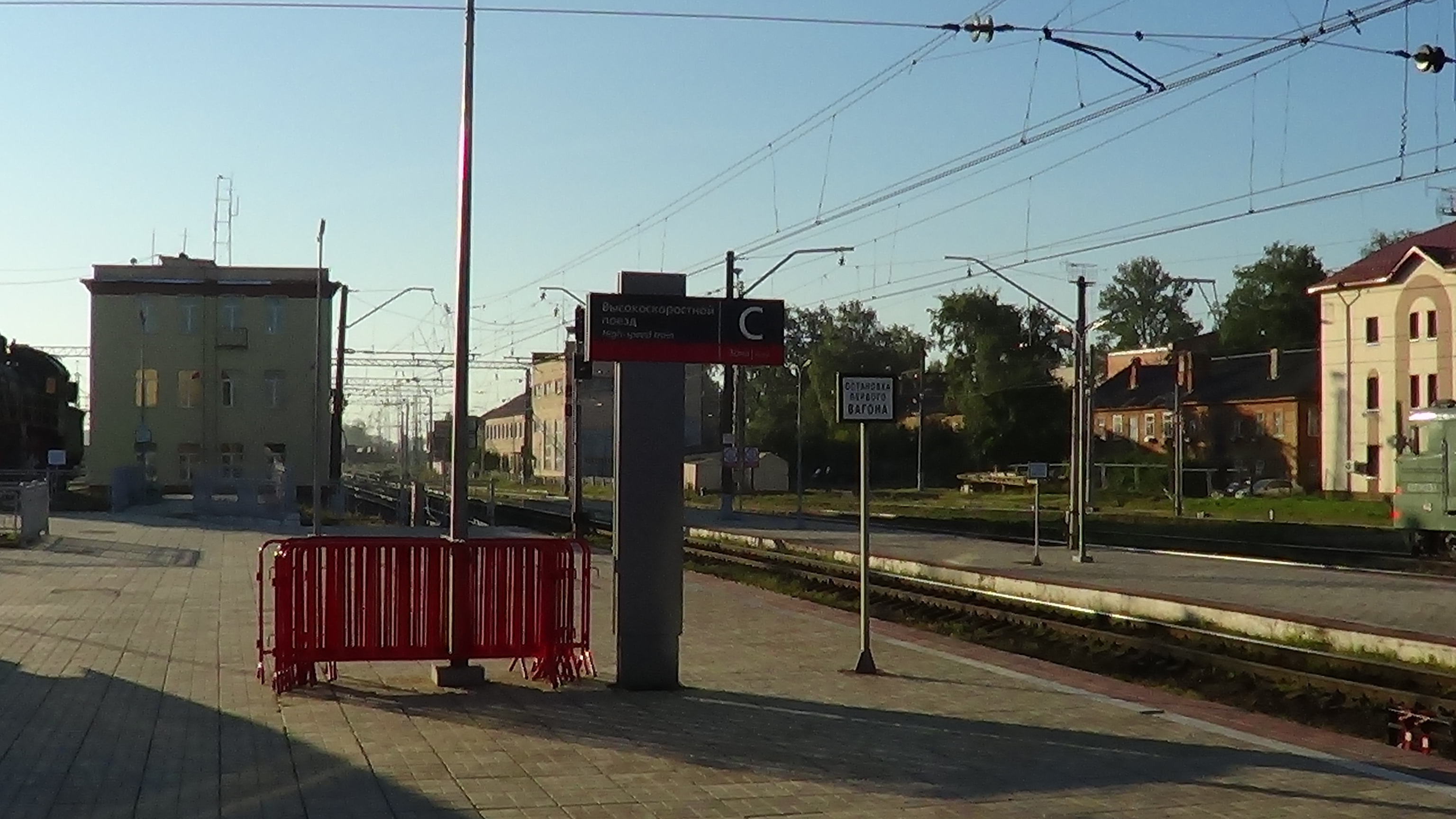
Платформа С
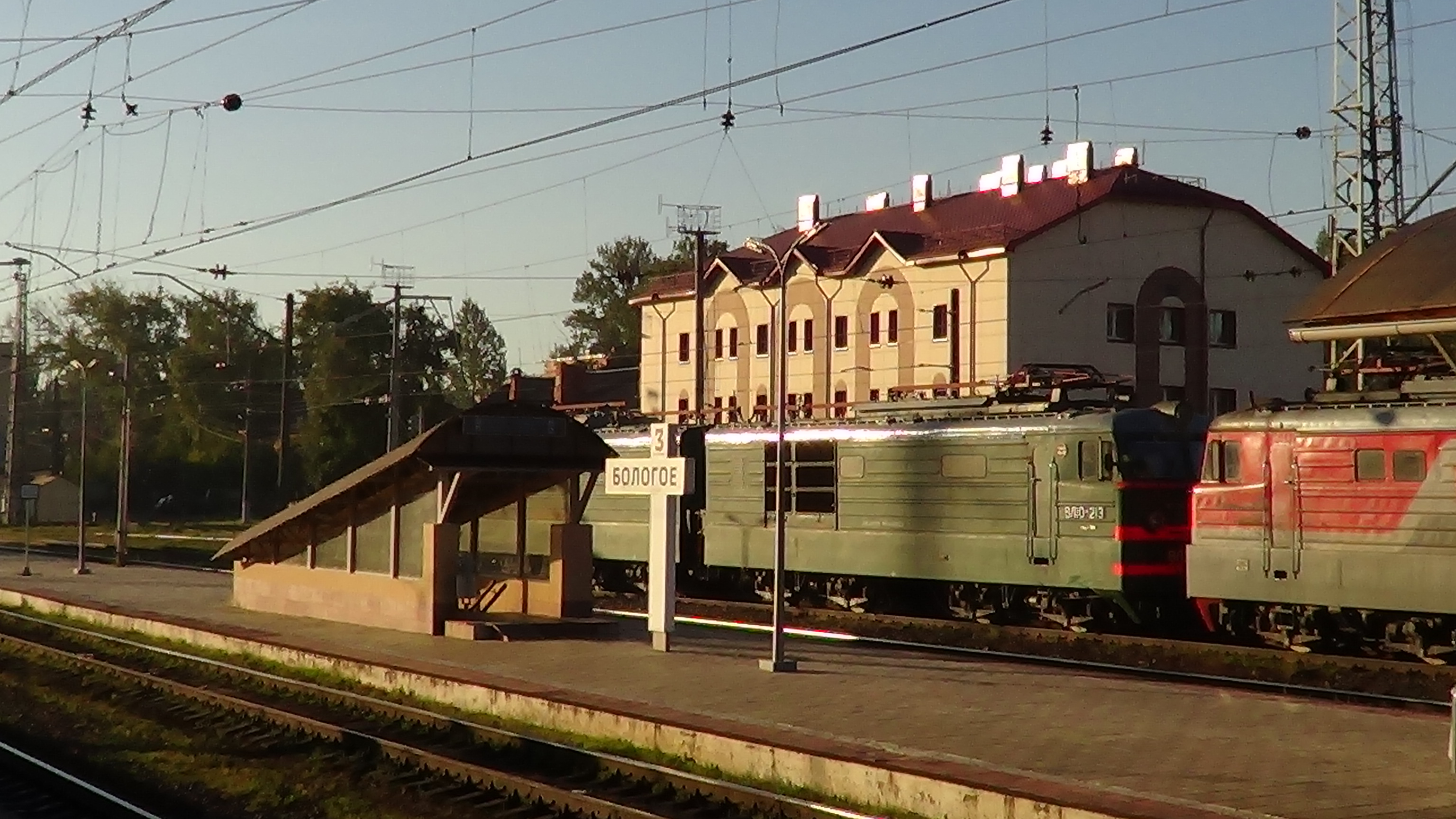
Платформа № 3
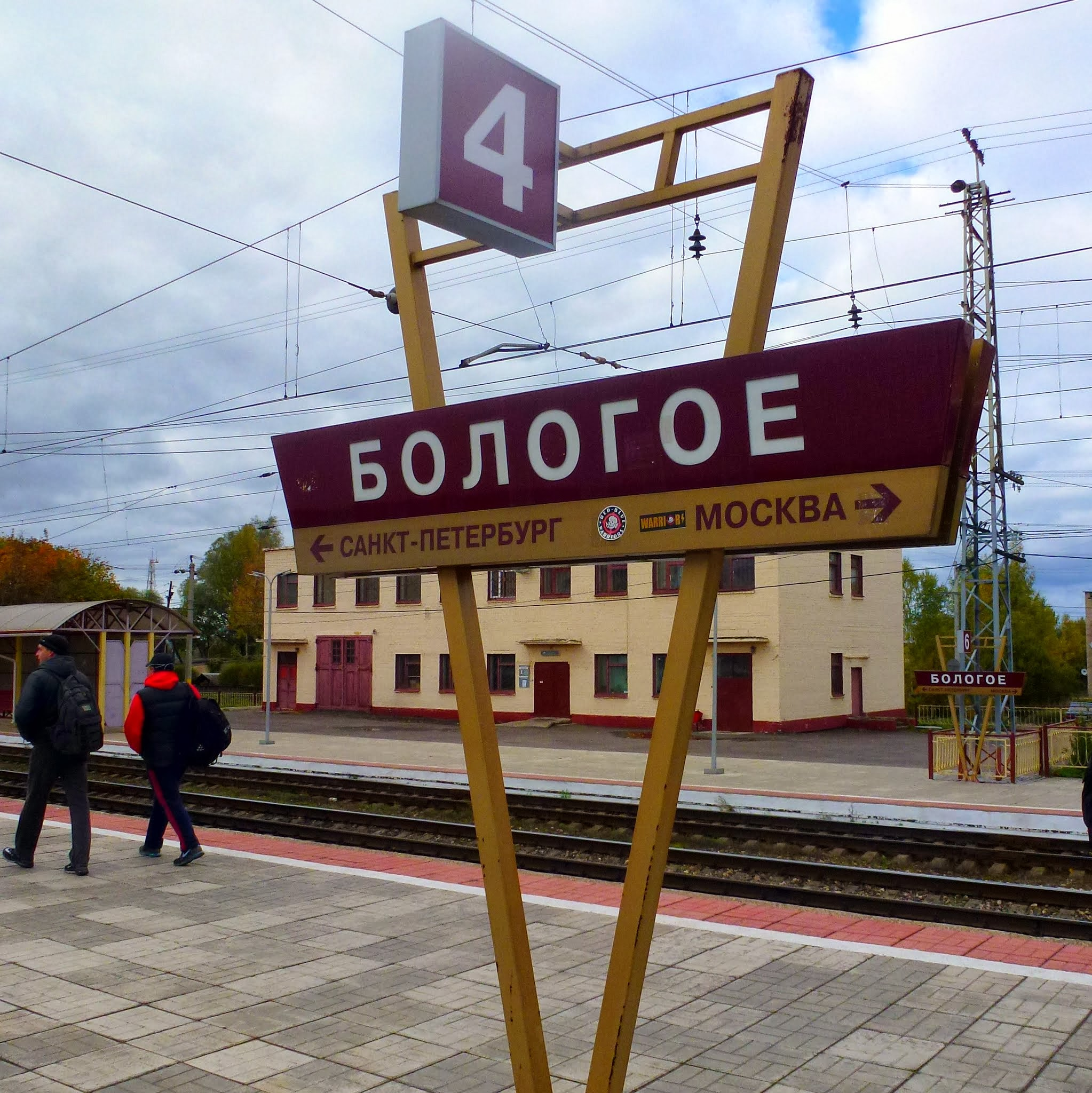
Платформа № 4
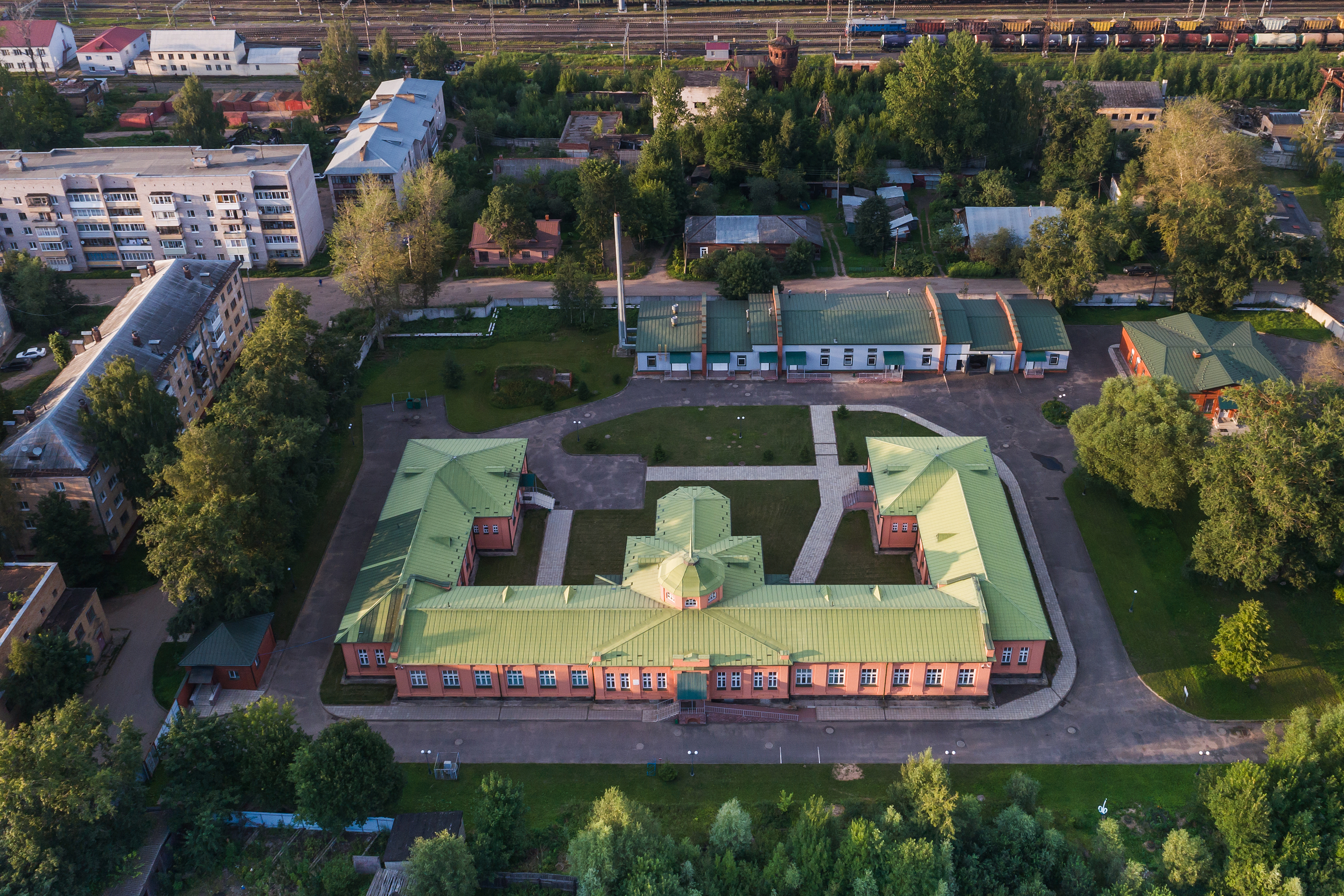
Залізнична лікарня біля станції

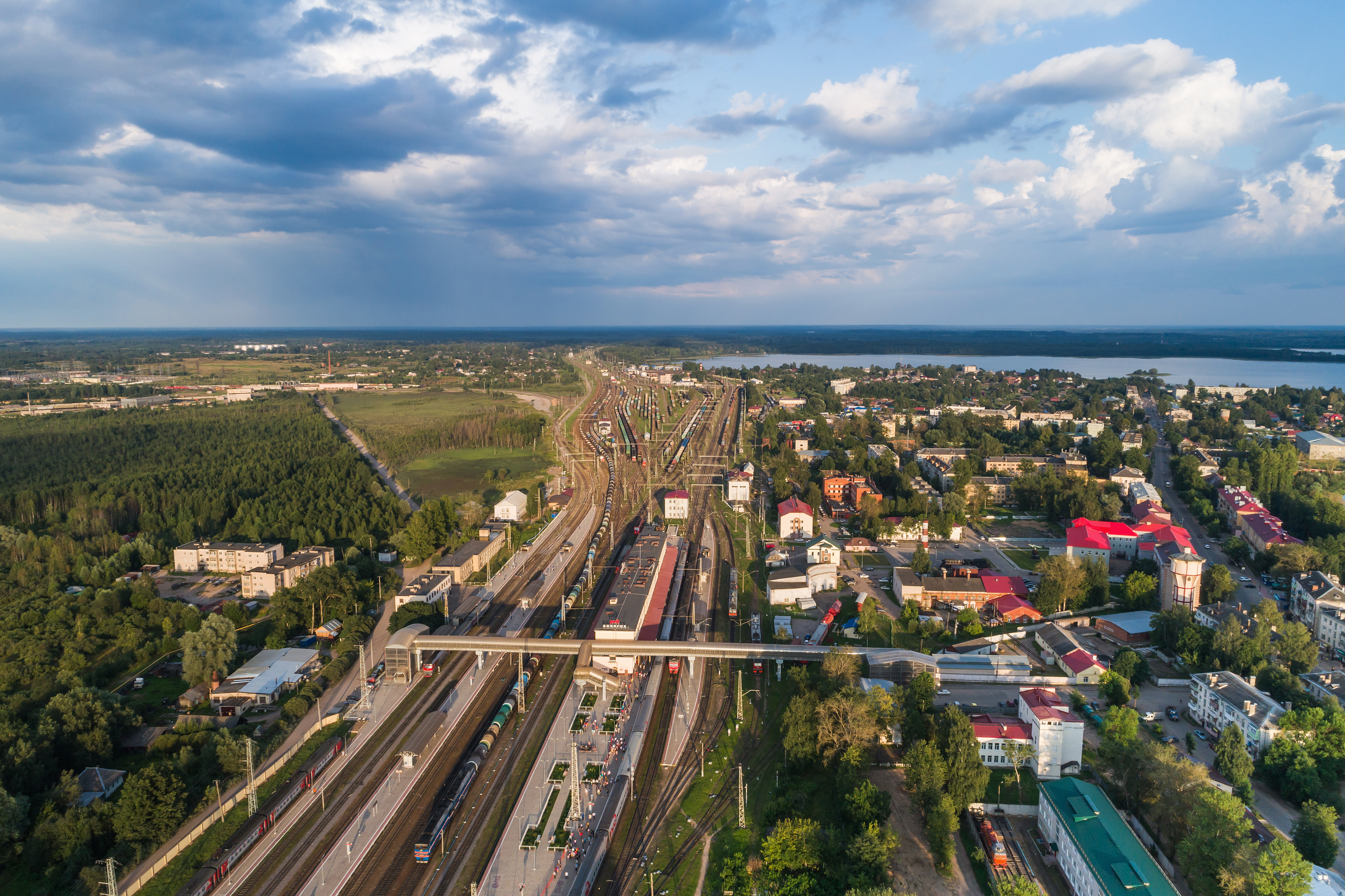
Колійний розвиток станції
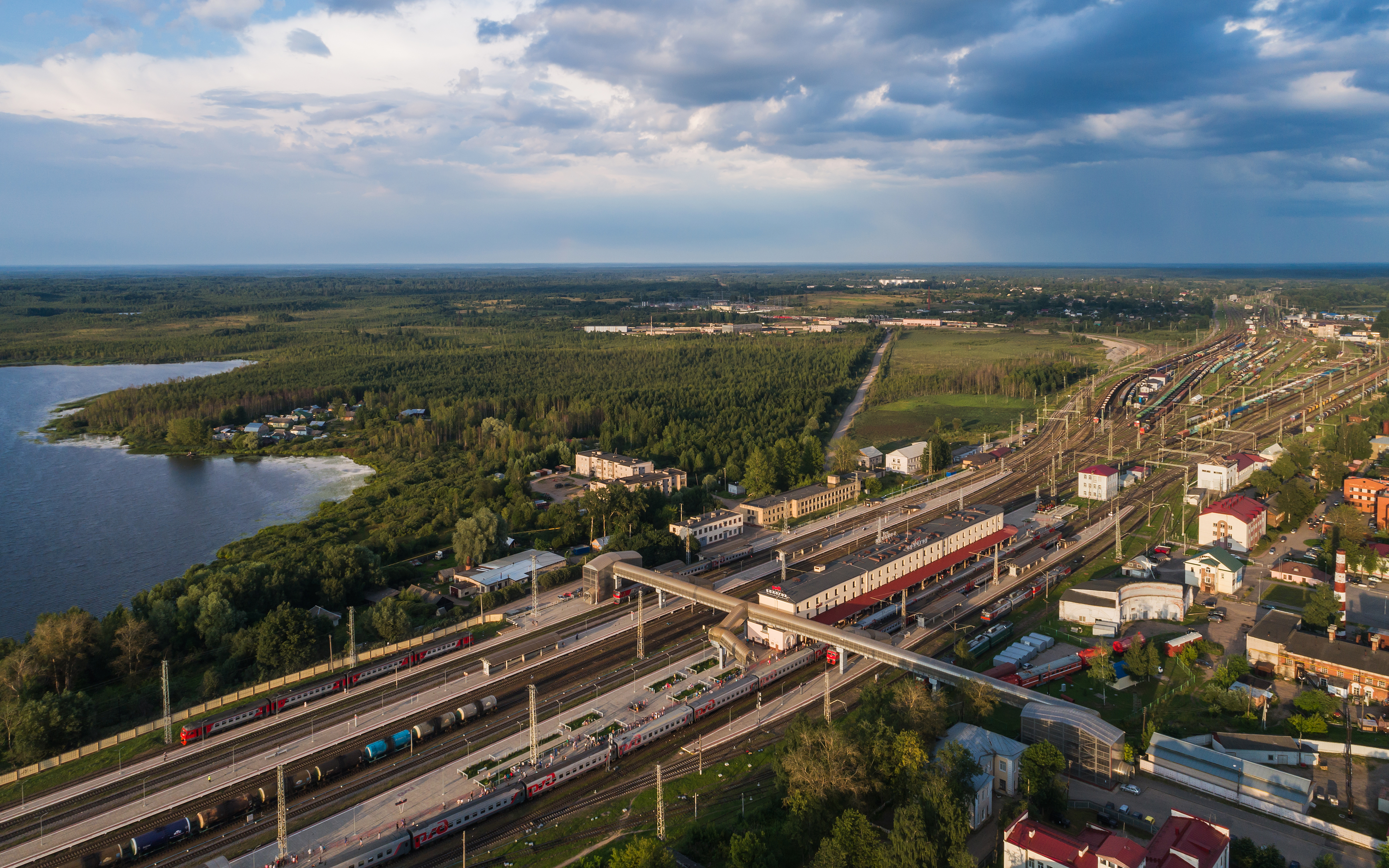
Панорама станції